# Hladnjak
Hladnjak rashladni je uređaj, koji je u najširoj primjeni u kućanstvima, gdje se koristi za čuvanje hrane na niskim temperaturama.
U hladnjaku je temperatura između +5 i -20°C u (okviru zamrzivača), dakle, niža je od vanjske (sobne) temperature. Hladnjaci se, osim za skladištenje hrane i pića, koriste i za čuvanje lijekova, kemikalija itd. Niža temperatura usporava kemijske reakcije i biološke procese koji dovode, primjerice, do pokvarene (i tako nejestive) hrane i neupotrebljivih kemikalija. 

## Dijelovi hladnjaka
Dijelovi hladnjaka su kompresor, kondenzator, rashladni medij kondenzatora (zrak), isparivač, izolacija hladnjaka, termostat sa sondom.